# Haftāsh
Haftāsh (persiska: هَفت تاش, هَفتاش, هَفتدَشت, هفتاش, Haft Tāsh) är en ort i Iran.   Den ligger i provinsen Kurdistan, i den nordvästra delen av landet, 500 km väster om huvudstaden Teheran. Haftāsh ligger 1 853 meter över havet och antalet invånare är 333.
Terrängen runt Haftāsh är kuperad. Runt Haftāsh är det ganska tätbefolkat, med 56 invånare per kvadratkilometer. Närmaste större samhälle är Sabadly, 18,1 km nordväst om Haftāsh. Trakten runt Haftāsh består i huvudsak av gräsmarker.